# Isla Concepción

Islas Bahamas.

La Isla Concepción (en inglés: Conception Island) es un cayo, una isla pequeña, ubicada en la zona central del archipiélago de las Bahamas. Tiene una superficie de 8,49 kilómetros cuadrados y se encuentra deshabitada. Es un importante hábitat natural para aves marinas y tortugas verdes. Es una área protegida perteneciente al parque nacional Marítimo y Terrestres de las Bahamas. 
El mejor lugar para que puedan anclar los buques pequeños es la bahía norte, justo al sur de arrecife de coral de Cayo Occidental (West Cay). Allí se puede realizar snorkelin en una extensión de 6 kilómetros. La isla cuenta con una laguna interior accesible solo mediante bote.
Ha sido considerada por R.T. Gould en 1943, como la posible Guanahani, la isla a la que llegara Cristóbal Colón el 12 de octubre de 1492.